# Cnemaspis occidentalis
Cnemaspis occidentalis är en ödleart som beskrevs av  Angel 1943. Cnemaspis occidentalis ingår i släktet Cnemaspis och familjen geckoödlor. Inga underarter finns listade i Catalogue of Life.